# Uniunea Tinerilor Voluntari
Uninunea Tinerilor Voluntari(magh. ÖFISZ, Önkéntes Fiatalok Szövetsége) este o organizație care cuprinde grupuri voluntare și tineri voluntari. Sediul uniunii este la Cluj-Napoca. Președintele uniunii este Szabó Dalma.